# Thelypteris canadasii
Thelypteris canadasii là một loài thực vật có mạch trong họ Thelypteridaceae. Loài này được (Sodiro) Alston miêu tả khoa học đầu tiên năm 1958.